# Anton de Haan
Anton de Haan (Wilrijk, 11 augustus 1965) is een Belgische grafisch ontwerper en oprichter van het Antwerpse grafische bureau Catapult. Hij ontwierp talrijke huisstijlen en publicaties voor overheden en bedrijven, waaronder de stad Antwerpen, het Middelheimmuseum en het Brusselse Zoniënwoud. 

## Biografie
Anton de Haan studeerde twee jaar Vrije Grafiek tijdens de jaren 1980 aan het Sint Lucas Paviljoen te Antwerpen (nu Sint-Lucas Hogeschool). Daar kreeg hij typografie van Luk Mestdagh.  
Hij vervolgde zijn studie Vrije Grafiek aan de Koninklijke Academie voor Schone Kunsten van Gent. Onder zijn docenten was onder meer de schilder Roger Wittevrongel.  
Na zijn studie en militaire dienst werkte hij een jaar lang in enkele zeefdrukkerijen om vervolgens te starten als autodidact zelfstandig grafisch ontwerper. Hij voerde ontwerpopdrachten uit voor brouwerijen als Carlsberg, Bavik, Brouwerij Roman en Brouwerij Louwaege.  
In 1997 richtte hij het grafisch ontwerpbureau Catapult op. Catapult richtte zich vanaf het begin voornamelijk op typografisch werk voor bedrijven, culturele instellingen en de overheid. Het werk van Catapult heeft een sterke conceptuele en typografische basis.
Onder de titel Type An Sich organiseert Anton de Haan met Catapult kleine tentoonstellingen rond typografen en letterontwerpers. Tot zijn overlijden in 2014 trad ook Luk Mestdagh als co-curator op. Veel bekende letterontwerpers kwamen bij Catapult hun werk tonen. Onder hen waren Gerard Unger, Jean François Porchez, Fred Smeijers, Pierre di Sciullo en Matthew Carter.

## Werk

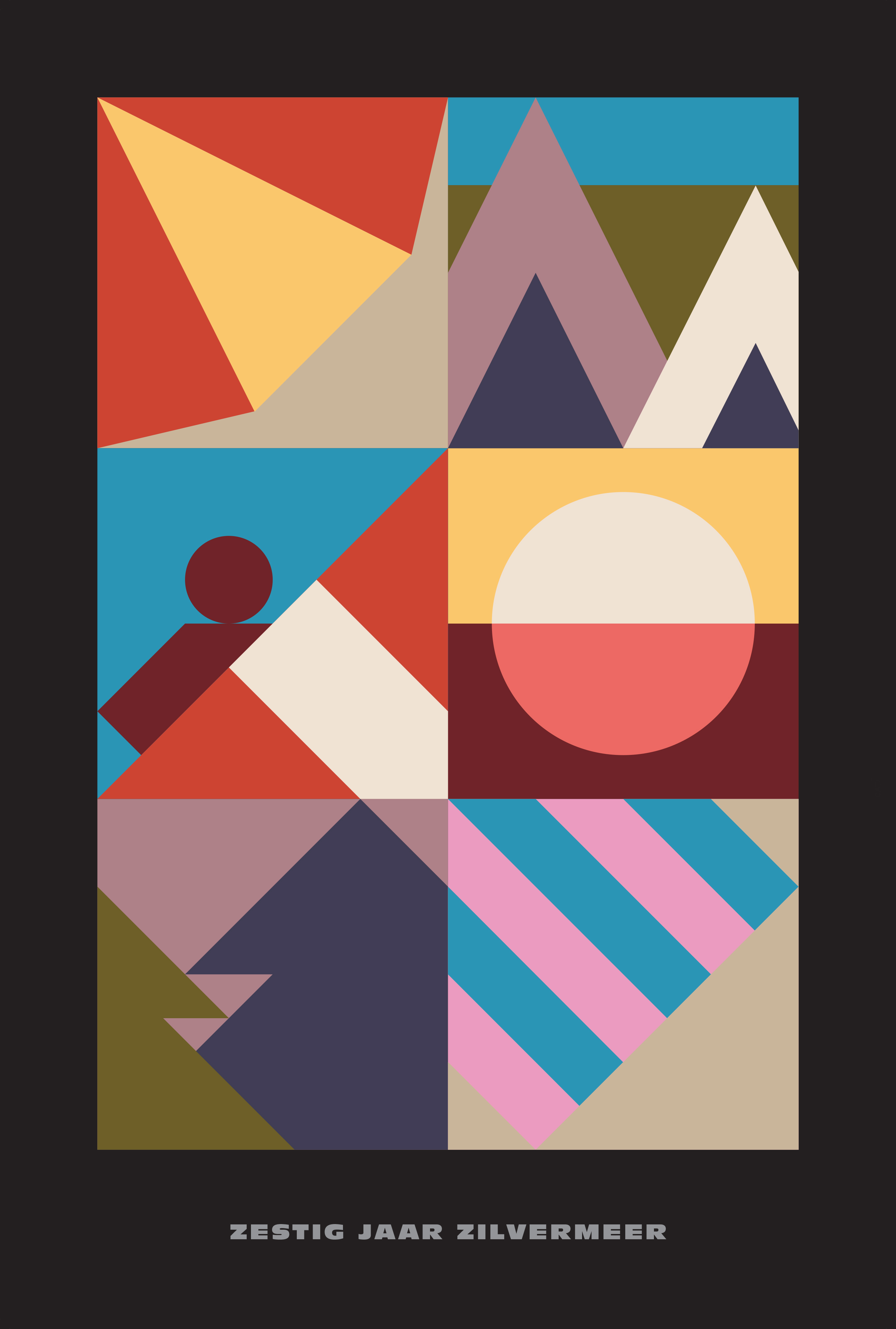
Affiche ‘Zestig jaar Zilvermeer’ (Provincie Antwerpen, 2019)

Onder de koepel van Catapult ontwierp Anton de Haan tal van huisstijlen en publicaties. Zijn opdrachtgevers waren onder meer:  
- het Vlaamse Agentschap Kunsten en Erfgoed (2007): ontwerp van het logo, waarvoor ook de lettertypes Geover en Vergeo werden ontwikkeld
- Port of Antwerp (2007): logo en diverse digitale en gedrukte producten
- Zoniënwoud (2010): logo en ontwerp van de huisstijllettertypes SonGrotesque en SonGrotesque Stencil
- de Balie Provincie Antwerpen (2017)
- het Belgische lichtbedrijf Kreon (2017), logo & huisstijl (inclusief ontwikkeling van de lettertypes Kreon en Kreon Tabular), ontwikkeling van diverse digitale en gedrukte producten

Het ontwerp van het lettertype Kreon gebeurde in samenwerking met de Nederlandse ontwerper Fred Smeijers.
Daarnaast ontwierp hij met Catapult ook talrijke boeken, onder meer voor:
- het Middelheimmuseum
- de Belgische kunstenaar Johan Creten
- Antwerpen Boekenstad

En verzorgde hij met Catapult de typografie voor de volgende Antwerpse stadsdichters:
- Bernard Dewulf (2012–2013)
- Stijn Vranken (2014–2015)

## Lettertypes

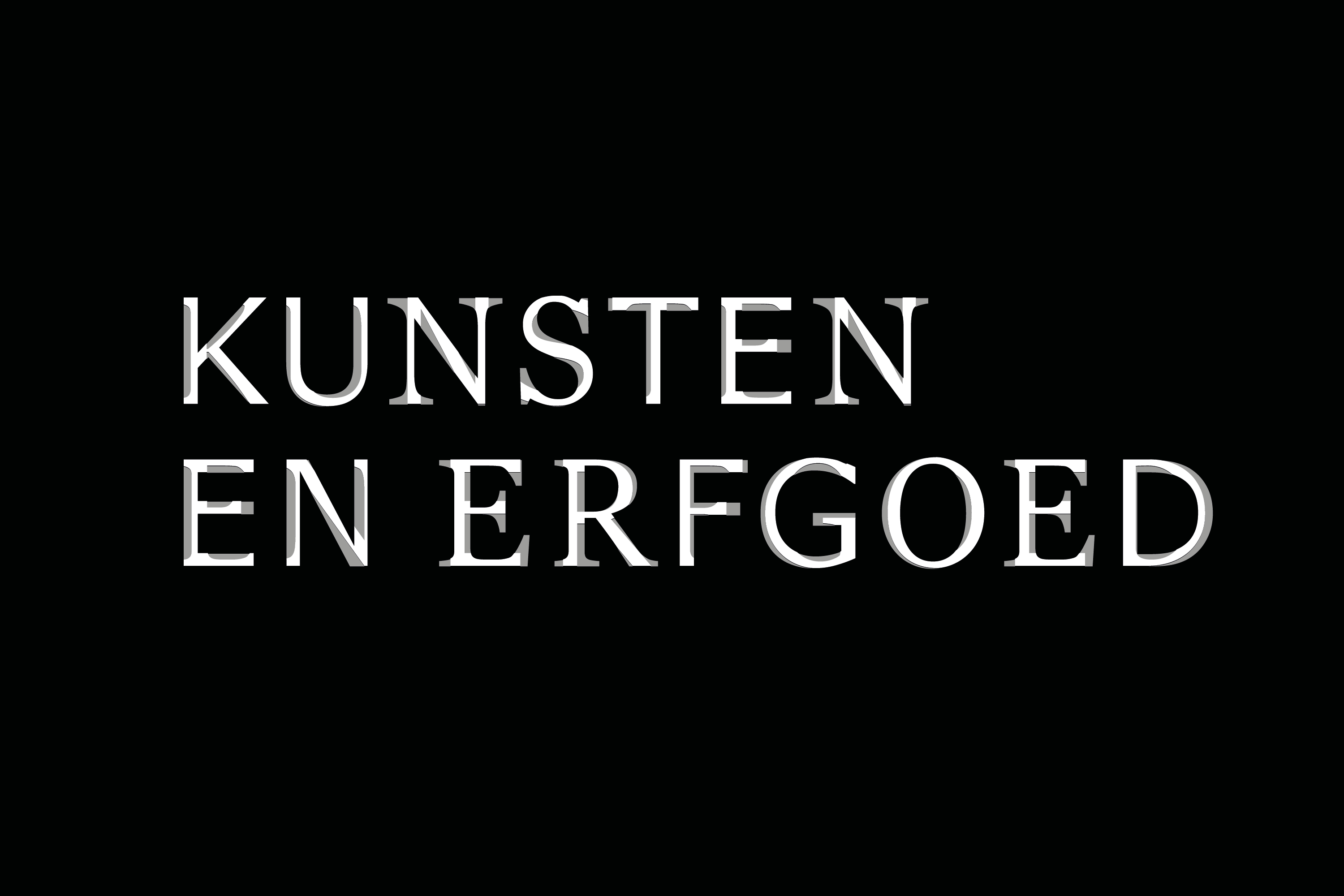
Logo- en letterontwerp voor ‘Kunsten en Erfgoed’ (2007)

- Kreon geometric sans (2017, Kreon)
- SonGrotesque/SonGrotesque Stencil (2010, Zoniënwoud)
- Arialtica (2008, Catapult)
- Geover/Vergeo (2007, Kunsten en Erfgoed)